# Mineirella
Mineirella, rod papratnjača iz porodice bujadovki opisan 2020. godine, dio je potporodice Cheilanthoideae.  
Na popisu je 4 vrste iz Novog svijeta (Južna Amerika).

## Vrste
1. Mineirella eriophora (Fée) Ponce & Scataglini
2. Mineirella geraniifolia (St.-Hil. ex Weath.) Ponce & Scataglini
3. Mineirella goyazensis (Taub.) Ponce & Scataglini
4. Mineirella venusta (Brade) Ponce & Scataglini